# كتاب الصلاة وأحكام تاركها
كتاب الصلاة وأحكام تاركها أو حكم تارك الصلاة. هو من مؤلفات ابن قيم الجوزية المتوفى عام 751 هـ.
"حيث فصل مؤلفه مسائله فذكر الآراء في تارك الصلاة عامدا هل يجب قتله أم لا؟ وإذا قتل فهل يقتل كما يقتل المرتد والكافر فلايغسل ولايصلى عليه ولايدفن في مقابر المسلمين؟ أم يقتل حدا مع الحكم بإسلامه؟ وهل تحبط الأعمال وتبطل بترك الصلاة أم لا؟ وهل تقبل صلاة النهار بالليل وصلاة الليل بالنهار أم لا؟ وهل تصح صلاة من صلى وحده وهو يقدر على الصلاة جماعة أم لا؟ وإذا صحت هل يأثم بترك الجماعة أم لا؟ وهل يشترط حضور المسجد أم يجوز فعلها في البيت؟ وماحكم من نقر الصلاة ولم يتم ركوعها وسجودها؟ وماكان مقدار صلاة رسول الله ﷺ ؟ وماحقيقة التخفيف الذي نبه عليه رسول الله ﷺ ؟ وأخيرا كيف كانت صلاة رسول الله ﷺ ؟"

## مخطوطات الكتاب
من المخطوطات المعتمدة في طبعة دار عالم الفوائد في مكة مخطوطة كتبت سنة 1271 هـ بخط عثمان بن عبد الله بن بشر وهي محفوظة في إحدى المكتبات الخاصة.